# کیم گی-دونگ
کیم گی-دونگ (انگلیسی: Kim Gi-dong؛ زادهٔ ۱۲ ژانویهٔ ۱۹۷۲) بازیکن سابق و سرمربی باشگاه فوتبال سئول اهل کره جنوبی است.
از باشگاه‌هایی که در آن بازی کرده‌است می‌توان به باشگاه فوتبال ججو یونایتد و باشگاه فوتبال پوهانگ استیلرز اشاره کرد.
وی همچنین در تیم ملی فوتبال کره جنوبی بازی کرده‌است.